# Годагари
Годагари (бенг. গোদাগড়ি, англ. Godagari) — город на северо-западе Бангладеш, административный центр одноимённого подокруга. По данным переписи 2001 года, в городе проживало 32 210 человек, из которых мужчины составляли 51,69 %, женщины — соответственно 48,31 %. Уровень грамотности населения составлял 31,8 % (при среднем по Бангладеш показателе 43,1 %). 